# Yinshania sinuata
Yinshania sinuata là một loài thực vật có hoa trong họ Cải. Loài này được (K.C. Kuan) Al-Shehbaz, et al. miêu tả khoa học đầu tiên năm 1998.